# Torodrilus lowryi
Torodrilus lowryi är en ringmaskart som beskrevs av Cook 1970. Torodrilus lowryi ingår i släktet Torodrilus och familjen glattmaskar. Inga underarter finns listade i Catalogue of Life.